# Zachary Levi
Zachary Levi Pugh (Lake Charles, Luisiana, 29 de septiembre de 1980) es un actor, actor de voz, director, cantante y productor estadounidense. Comenzó a actuar desde temprana edad y con apenas seis años ya protagonizaba varias obras de teatro escolares. Hizo su debut en la televisión en 2002 y rápidamente adquirió fama como parte del elenco principal del serial televisivo Less than Perfect, para el cual grabó 81 episodios hasta su culminación en 2006. Solo un año después, ganaría mayor reconocimiento en la televisión interpretando a Chuck Bartowski en la serie Chuck, para la que grabó 91 episodios.
Levi prestó su voz para el personaje de Eugene Fitzherbert / Flynn Rider en la exitosa película animada Tangled (2010), así como su cortometraje Tangled Ever After (2012), telefilme Tangled: Before Ever After (2017) y serie Rapunzel's Tangled Adventure (2017-2020), además del videojuego Kingdom Hearts III (2019). Asimismo, interpretó a Fandral en las exitosas películas Thor: The Dark World (2013) y Thor: Ragnarok (2017) como parte del Universo cinematográfico de Marvel. También protagonizó la miniserie Heroes Reborn, emitida en 2015, y luego actuó en la obra de teatro She Loves Me durante 2016 y ello le valió una nominación a los premios Tony.
Por otra parte, Levi apareció de forma recurrente en la serie The Marvelous Mrs. Maisel, actuación con la que ganó un galardón en los SAG Awards. Igualmente, dio vida al personaje de Shazam en la exitosa película Shazam! (2019) y repitió su papel en Shazam! Fury of the Gods (2023).

## Biografía

### 1980-2006: primeros años e inicios en la actuación
Zachary Levi Pugh nació el 29 de septiembre de 1980 en Lake Charles, en el estado de Luisiana (Estados Unidos), hijo de Darrell Pugh y Susan Marie. Tiene ascendencia británica y es el segundo de tres; tiene una hermana mayor y una hermana menor. Su familia se mudó en reiteradas ocasiones hasta establecerse definitivamente en Ventura (California), donde Levi asistió a la Buena High School por cuatro años hasta su graduación en 1997. Desde pequeño siempre se había interesado por la actuación, y ya con seis años protagonizaba obras escolares y producciones regionales.
Levi tuvo su debut en el 2002 con el telefilme Big Shot: Confessions of a Campus Bookie y poco después formó parte del elenco principal del serial televisivo Less than Perfect con el papel del asistente Kipp Steadman. El programa generó buenos índices de audiencia y se extendió por cuatro temporadas hasta culminar en 2006 tras 81 episodios emitidos. Tras su culminación, Levi debutó en el cine protagonizando la película Big Momma's House 2 (2006) con el papel de Kevin, un agente del FBI. El filme fue un éxito en taquilla tras recaudar 141 millones de dólares. Levi también tuvo breves apariciones en series como The Division y Curb Your Enthusiasm.

### 2007-2017:ChuckyTangled
En 2007, Levi protagonizó la serie Chuck con el personaje de Chuck Bartowski. La serie se convirtió en un éxito instantáneo en audiencia y también obtuvo críticas positivas, con lo que se extendió por cinco temporadas emitidas hasta 2012, cuando la serie concluyó tras 91 episodios. Su trabajo en la serie le otorgó un premio en los Teen Choice Awards, así como nominaciones a los Saturn Awards y los Satellite Awards.
Levi protagonizó la película Alvin and the Chipmunks: The Squeakquel (2009), que sería un éxito en taquilla tras recaudar 443 millones de dólares. Asimismo, hizo la voz de Eugene Fitzherbert / Flynn Rider en la cinta Tangled (2010), que igualmente fue un éxito en taquilla con una recaudación de 592 millones de dólares. Además de ello, Levi debutó como cantante interpretando los temas «I See the Light» y «I've Got a Dream». En la 83.ª ceremonia de los Premios Óscar, Levi cantó «I See the Light» acompañado de Mandy Moore. El éxito de la película llevó a la producción de un cortometraje de 2012 titulado Tangled Ever After y posteriormente el telefilme Tangled: Before Ever After (2017) y la serie Rapunzel's Tangled Adventure, la cual duró 59 episodios. Levi nuevamente interpretó a Flynn Rider a todos los proyectos, así como en el videojuego Kingdom Hearts III.
Levi se unió al Universo cinematográfico de Marvel interpretando a Fandral en Thor: The Dark World (2013), reemplazando a Josh Dallas. La película fue un éxito tras recaudar 645 millones de dólares en taquilla, que la hicieron la décima cinta más exitosa del 2013. En 2015, Levi protagonizó la miniserie Heroes Reborn, la cual tuvo 13 episodios. Luego de ello, volvió a interpretar a Fandral en Thor: Ragnarok (2017), que recaudó 854 millones de dólares en taquilla, con lo que fue la novena película más exitosa del 2017. Ese mismo año apareció de forma recurrente en la serie Alias Grace.
Además de actuar en el cine y la televisión, Levi debutó formalmente en el teatro con la obra First Date, con la cual ganó un premio en los Theatre World Awards. Luego protagonizó la obra She Loves Me, en la cual recibió la aclamación de la crítica y fue nominado a los Tony Awards como mejor actor principal en un musical.

### 2018-presente:Shazam!y proyectos futuros
En 2018, Levi interpretó al Dr. Benjamin Ettenberg en la serie The Marvelous Mrs. Maisel, actuación con la que ganó en los SAG Awards como mejor reparto de televisión en comedia en conjunto con el resto del elenco.
Después de ello, se unió al Universo extendido de DC protagonizando la película Shazam! (2019) con el personaje de Billy Batson / Shazam. La cinta recibió la aclamación de la crítica y fue un éxito en taquilla tras recaudar 366 millones de dólares. Gracias a su actuación fue nominado a los MTV Movie & TV Awards, ceremonia donde Levi también fue el conductor de la edición de 2019. También dio voz al personaje en el videojuego Lego DC Super-Villains. Levi volverá a interpretar al personaje en la secuela Shazam! Fury of the Gods, prevista para estrenar en 2023.
Levi interpretará al jugador de fútbol americano Kurt Warner en la película biográfica American Underdog: The Kurt Warner Story, programada para estrenar en diciembre de 2021.

## Vida personal
Levi mantuvo una relación con Caitlin Crosby entre 2008 y 2010. En 2013, comenzó una relación con la actriz Missy Peregrym, con quien se casó en junio de 2014 en Maui (Hawái). Sin embargo, se separaron nueve meses después en abril de 2015.

## Filmografía
| Año  | Título                                               | Papel                            | Notas                       |
| ---- | ---------------------------------------------------- | -------------------------------- | --------------------------- |
| 2005 | Reel Guerrillas                                      | Evon Schwarz                     | Cortometraje                |
| 2006 | Big Momma's House 2                                  | Kevin                            |                             |
| 2007 | Spiral                                               | Berkeley                         | También productor ejecutivo |
| 2007 | Ctrl Z                                               | Ben Pillar                       | Cortometraje                |
| 2008 | Wieners                                              | Ben                              |                             |
| 2008 | The Tiffany Problem                                  | Zac                              | Cortometraje                |
| 2008 | An American Carol                                    | Técnico de laboratorio           |                             |
| 2008 | Shades of Ray                                        | Ray Rehman                       |                             |
| 2009 | Stuntmen                                             | Troy Ratowski                    |                             |
| 2009 | Alvin and the Chipmunks: The Squeakquel              | Toby Seville                     |                             |
| 2010 | Byron Phillips: Found                                | Byron Phillips                   | Cortometraje                |
| 2010 | Tangled                                              | Eugene Fitzherbert / Flynn Rider | Voz                         |
| 2011 | Under the Boardwalk: The Monopoly Story              | Narrador                         | Documental                  |
| 2011 | No Rest For the Wicked: Moebius and Basil Adventures | Moebius                          | Cortometraje                |
| 2012 | Tangled Ever After                                   | Eugene Fitzherbert / Flynn Rider | Cortometraje                |
| 2012 | Defeat the Label                                     | Él mismo                         | Cortometraje                |
| 2013 | Remember Sunday                                      | Gus                              |                             |
| 2013 | Thor: The Dark World                                 | Fandral                          |                             |
| 2016 | Apex: The Story of the Hypercar                      | Narrador                         | Documental                  |
| 2017 | Thor: Ragnarok                                       | Fandral                          |                             |
| 2017 | The Star                                             | José de Nazaret                  | Voz                         |
| 2018 | Office Uprising                                      | Adam Nusbaum                     |                             |
| 2018 | Blood Fest                                           | Él mismo                         | Cameo                       |
| 2019 | ¡Shazam!                                             | Billy Batson / Shazam            |                             |
| 2021 | The Mauritanian                                      | Neil Buckland                    |                             |
| 2021 | American Underdog                                    | Kurt Warner                      |                             |
| 2023 | ¡Shazam! La furia de los dioses                      | Billy Batson / Shazam            |                             |
| 2023 | Spy Kids: Armageddon                                 | Terrence                         |                             |
| 2023 | Chicken Run: Dawn of the Nugget                      | Rocky Rhodes                     |                             |
| 2024 | Harold and the Purple Crayon                         | Harold                           |                             |

| Año           | Título                                   | Papel                                              | Notas                                         |
| ------------- | ---------------------------------------- | -------------------------------------------------- | --------------------------------------------- |
| 2002          | Big Shot: Confessions of a Campus Bookie | Adam                                               | Telefilme                                     |
| 2002–06       | Less than Perfect                        | Kipp Steadman                                      | 81 episodios                                  |
| 2003          | See Jane Date                            | Grant Asher                                        | Telefilme                                     |
| 2004          | The Division                             | Todd                                               | 2 episodios                                   |
| 2004          | Curb Your Enthusiasm                     | Bellman                                            | Episodio: «Opening Night»                     |
| 2005          | Brody & Friends                          | Zac                                                | Episodio: «The Hollywood Lifestyle»           |
| 2006          | Worst Week of My Life                    | Nick                                               | Piloto no emitido                             |
| 2007          | Imperfect Union                          | Clark                                              | Telefilme                                     |
| 2007–12       | Chuck                                    | Chuck Bartowski                                    | 91 episodios, también director de 3 episodios |
| 2011          | Team Unicorn                             | Young Lover                                        | Episodio: «Alien Beach Crashers»              |
| 2011          | 2011 Spike Video Game Awards             | Conductor                                          | También productor                             |
| 2011          | Vietnam in HD                            | Karl Marlantes                                     | Voz, 6 episodios                              |
| 2012          | 4 Points                                 | Él mismo                                           | Episodio: «Zachary Levi»                      |
| 2012–14, 2019 | Robot Chicken                            | Shazam                                             | Voz, 3 episodios                              |
| 2013          | Remember Sunday                          | Gus                                                | Telefilme                                     |
| 2014–15       | Hollywood Game Night                     | Él mismo                                           | 2 episodios                                   |
| 2015          | Deadbeat                                 | Abraham Lincoln                                    | Episodio: «The Emancipation Apparition»       |
| 2015          | Heroes Reborn                            | Luke Collins                                       | 13 episodios                                  |
| 2015          | Geeks Who Drink                          | Conductor                                          | 12 episodios, también productor ejecutivo     |
| 2015          | Telenovela                               | James McMahon                                      | 5 episodios                                   |
| 2016          | The $100,000 Pyramid                     | Él mismo                                           | Episodio: «Zachary Levi vs. Teri Polo»        |
| 2017          | Tangled: Before Ever After               | Eugene Fitzherbert / Flynn Rider / Príncipe Horace | Voz, telefilme                                |
| 2017–20       | Rapunzel's Tangled Adventure             | Eugene Fitzherbert / Flynn Rider / Príncipe Horace | Voz, 59 episodios                             |
| 2017          | Alias Grace                              | Jeremiah Pontelli                                  | 5 episodios                                   |
| 2017          | Psych: The Movie                         | Thin White Duke                                    | Telefilme                                     |
| 2018–19       | The Marvelous Mrs. Maisel                | Dr. Benjamin Ettenberg                             | 8 episodios                                   |
| 2019          | 2019 MTV Movie & TV Awards               | Conductor                                          | Especial de MTV                               |

| Año  | Título                 | Papel                 | Notas |
| ---- | ---------------------- | --------------------- | ----- |
| 2010 | Halo: Reach            | Trooper 4             | Voz   |
| 2010 | Fallout: New Vegas     | Arcade Gannon         | Voz   |
| 2013 | Tomb Raider            | Él mismo              | Voz   |
| 2018 | Lego DC Super-Villains | Billy Batson / Shazam | Voz   |
| 2019 | Kingdom Hearts III     | Flynn Rider           | Voz   |
| 2020 | Grounded               | Wendell               | Voz   |

| Año     | Título                 | Papel         | Notas       |
| ------- | ---------------------- | ------------- | ----------- |
| 2011–16 | NerdHQ                 | Conductor     | Especial    |
| 2011    | The Guild              | Él mismo      | 1 episodio  |
| 2012    | Video Game High School | Ace           | 3 episodios |
| 2013    | Tiny Commando          | Tiny Commando | 7 episodios |

| Año       | Obra                           | Papel        |
| --------- | ------------------------------ | ------------ |
| 2013–2014 | First Date                     | Aaron        |
| 2016      | She Loves Me                   | Georg Nowack |
| 2016      | Sunday in the Park with George | Jules        |

## Premios y nominaciones
| Año  | Premiación             | Categoría                                       | Nominado por              | Resultado | Ref.   |
| ---- | ---------------------- | ----------------------------------------------- | ------------------------- | --------- | ------ |
| 2007 | Satellite Awards       | Mejor actor en una serie de comedia o musical   | Chuck                     | Nominado  | [ 33 ] |
| 2008 | Teen Choice Awards     | Estrella masculina de televisión revelación     | Chuck                     | Nominado  | [ 34 ] |
| 2010 | Saturn Awards          | Mejor actor en televisión                       | Chuck                     | Nominado  | [ 35 ] |
| 2010 | Teen Choice Awards     | Mejor actor de televisión de acción             | Chuck                     | Ganador   | [ 36 ] |
| 2011 | Teen Choice Awards     | Mejor actor de televisión de acción             | Chuck                     | Nominado  | [ 37 ] |
| 2011 | Teen Choice Awards     | Mejor voz en una película                       | Tangled                   | Nominado  | [ 37 ] |
| 2012 | Teen Choice Awards     | Mejor actor de televisión de acción             | Chuck                     | Nominado  | [ 38 ] |
| 2014 | Theatre World Award    | Debut sobresaliente                             | First Date                | Ganador   | [ 39 ] |
| 2016 | Drama Desk Awards      | Actor sobresaliente en un musical               | She Loves Me              | Nominado  | [ 40 ] |
| 2016 | Drama League Awards    | Actuación distinguida                           | She Loves Me              | Nominado  | [ 41 ] |
| 2016 | Tony Awards            | Mejor actor principal en un musical             | She Loves Me              | Nominado  | [ 42 ] |
| 2016 | People's Choice Awards | Actor favorito en una serie nueva de televisión | Heroes Reborn             | Nominado  | [ 43 ] |
| 2019 | MTV Movie & TV Awards  | Mejor actuación de comedia                      | Shazam!                   | Nominado  | [ 44 ] |
| 2019 | MTV Movie & TV Awards  | Mejor héroe                                     | Shazam!                   | Nominado  | [ 44 ] |
| 2019 | Teen Choice Awards     | Mejor actor de cine de fantasía/ciencia ficción | Shazam!                   | Nominado  | [ 45 ] |
| 2019 | SAG Awards             | Mejor reparto de televisión - comedia           | The Marvelous Mrs. Maisel | Ganador   | [ 46 ] |